# Оборка покрівлі
Оборка покрівлі (рос. оборка кровли, англ. cleaning-up of the roof (hanging wall)) — операція прохідницького циклу, необхідна для попередження випадкових вивалів гірської породи з покрівлі виробки. Зазвичай виконується після виконання буровибухових робіт. У виробках з великою площею поперечного перетину для оборки використовуються спеціальні самохідні машини.